# Univers ekpyrotique
L'univers ekpyrotique ou scénario ekpyrotique, du grec ἐκπύρωσις, ekpyrosis (« embrasement ») est un modèle cosmologique décrivant l'origine de l'Univers. Ce modèle est une autre possibilité au paradigme de l'inflation cosmique, mais les deux se fondent sur l'idée que le modèle ΛCDM est une description fidèle de l'Univers primordial. 
Il fait référence au modèle cosmologique des stoïciens de l'éternel retour proposant un cycle sans fin d'embrasement de l'Univers suivi d'un développement à l'identique du nouvel Univers.
Le modèle ekpyrotique est un des éléments du modèle cyclique et du modèle branaire. Le modèle branaire peut donner lieu à des théories non conventionnelles concernant le Big Bang.
Selon ce modèle, notre Univers serait situé sur une 3-brane, un objet étendu en théorie des cordes. Toutes les galaxies que nous voyons, toute la lumière qui nous parvient feraient partie de cette brane et ne peuvent en sortir, hormis la gravitation qui elle voit toutes les dimensions de l'espace-temps total. L'Univers constituant notre brane flotterait dans un super-univers constitué de dimensions supplémentaires. Notre Univers ferait partie d'un ensemble plus vaste.
Dans ce scénario, le Big Bang serait un échange d'énergie monumental, qui se produirait lorsque deux branes se touchent. L'une transmet une quantité phénoménale d'énergie et de matière sous forme très condensée à l'autre, et l'autre fait de même. Notre Univers aurait déjà subi plus d'un Big Bang et cet évènement se renouvellerait donc.